# 天讒
英仙座42，又名BD+32 667，HD 23848、SAO 56727、HR 1177，是英仙座的一颗恒星，视星等为5.11，位于銀經160.7，銀緯-16.42，其B1900.0坐标为赤經3h 43m 13.2s，赤緯+32° -16.42′ 5″。